# Tverai
Tverai (in lingua samogitica: Tverā; in polacco: Twery) è un centro abitato del comune di Rietavas della contea di Telšiai, nel nord-ovest della Lituania. Secondo un censimento del 2011, la popolazione ammonta a 558 abitanti. Si trova sul fiume Aitra, affluente dello Jūra, a circa 17 km a est da Rietavas e 14 km da Varniai. 
È il centro abitato di dimensioni maggiori dell'omonima seniūnija.

## Storia
Gli scavi archeologici nei tumuli funerari di Pribitka e Šlapeikiškės, vicino a Tver, mostrano che almeno due grandi e ricche comunità esistevano nell'area prima che Tverai fosse menzionata in fonti scritte (cioè prima del XIII secolo). Nelle foreste di Kermušė, sulla riva del fiume Aitra, sono stati trovati i resti di un possibile grande santuario.

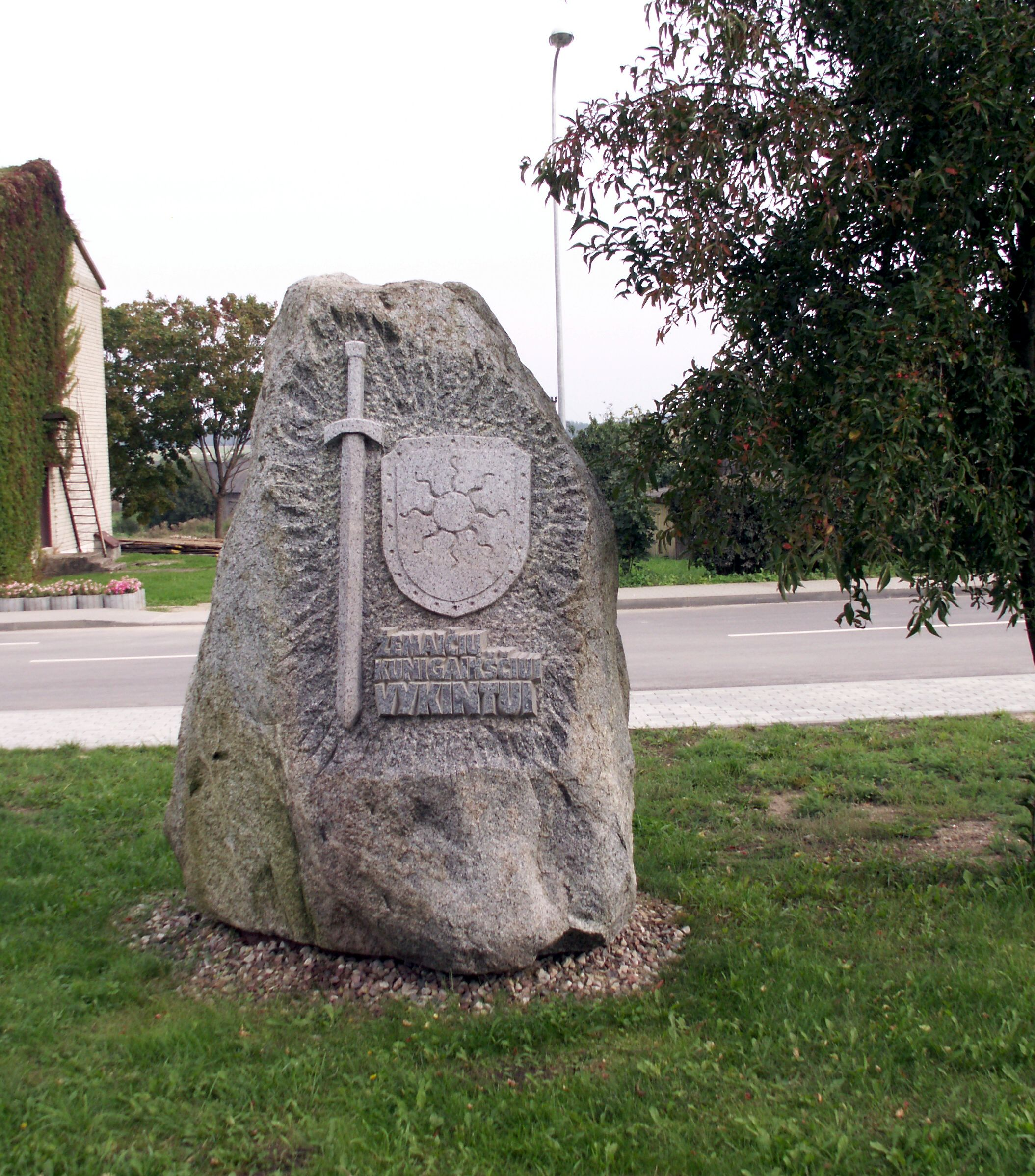
Monumento dedicato a Vykintas

Si ritiene che a Tverai fosse situato il castello Tviriment, menzionato nel 1251 dal codice Ipaziano. Presso quella fortificazione Vykintas, duca di Samogizia e comandante vittorioso nella battaglia di Šiauliai, si difese contro Mindaugas, incoronato re di Lituania nel 1253, durante una guerra civile scoppiata per ottenere il potere nel primo anno di esistenza del Granducato di Lituania. Vykintas fu sconfitto e Mindaugas divenne il sovrano indiscusso. Nel 1289, un documento sulla divisione delle terre tra l'ordine teutonico e i cavalieri di Livonia, approvato dal gran maestro dell'ordine Burchard von Schwanden, menziona la terra di Tver (terra di Twerkite).
Nel 1589 si fa riferimento alla costruzione di una chiesa a Tver. Nel 1640, il re Ladislao IV di Polonia permise l'organizzazione di un mercato settimanale. Durante la grande guerra del Nord (1700-1721) Tverai fu colpita da un'epidemia di peste. Verso la seconda metà del XVIII secolo Tverai diventò una delle 14 contee della Samogizia e nel 1780 Stanislao Augusto confermò i privilegi commerciali precedentemente concessi.
Tverai è famosa in Lituania per un quadro esposto nella chiesa dedicata alla Vergine Maria: il pittore si crede sia stato un certo Elia Ilgovskis, la cui storia si mescola con la leggenda. Si trattava di un cavaliere vissuto a cavallo tra Medioevo ed età moderna che partecipò a diverse battaglie contro i tartari. Quando questi lo fecero prigioniero, pregò Maria mentre era in prigione e fece un voto: se fosse tornato sano e salvo a casa, avrebbe costruito una chiesa a Tver in onore della Santa Madre e le avrebbe dedicato un dipinto. Quando in seguito riuscì a sfuggire ai tartari, tornò a Tverai e mantenne la sua promessa di costruire una chiesa e realizzare l'opera artistica. XIX sec. Nella sua opera Žemajtiu Wyskupistė, il vescovo Valančius natra una diversa versione sull'origine di questo dipinto.
Durante la rivolta di novembre (1830-1831), il sacerdote di Tverai Petras Narkevičius fomentò la formazione di gruppi ribelli e incitò la popolazione a brandire le armi per combattere contro l'Impero russo. Nuovi tumulti scoppiarono nel 1863 e nel periodo in cui fu attivo il bando della stampa lituana.

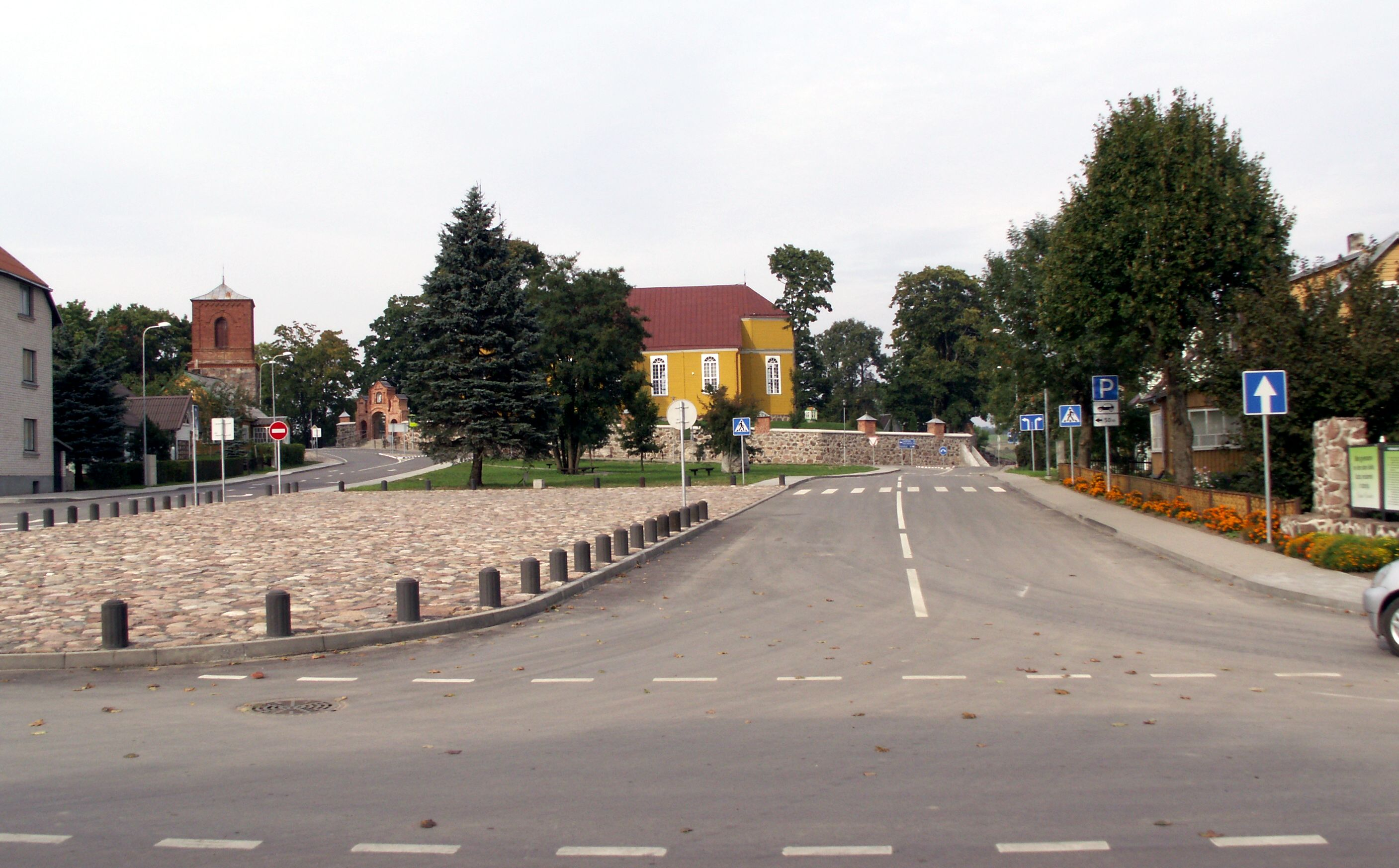
Piazza cittadina

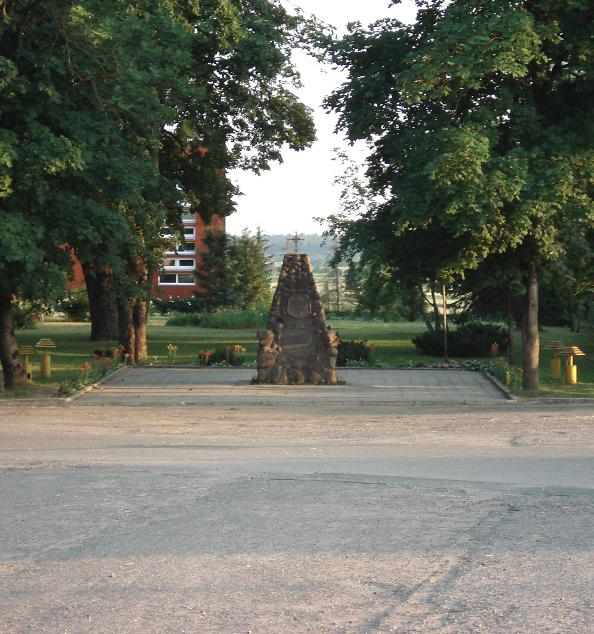
Monumento all'indipendenza

Quando la Lituania ottenne l'indipendenza dopo la prima guerra mondiale, Tverai fu amministrativamente separata da si separò dall'ex distretto di Žarėnai costituito in epoca zarista. Nel 1929, fu costruito un monumento dedicato all'indipendenza nel centro della città (demolito nel 1963 e ricostruito nel 1989). Vari edifici cittadini (scuole, biblioteca, casa della cultura, mulini) furono realizzati nel corso del XX secolo.

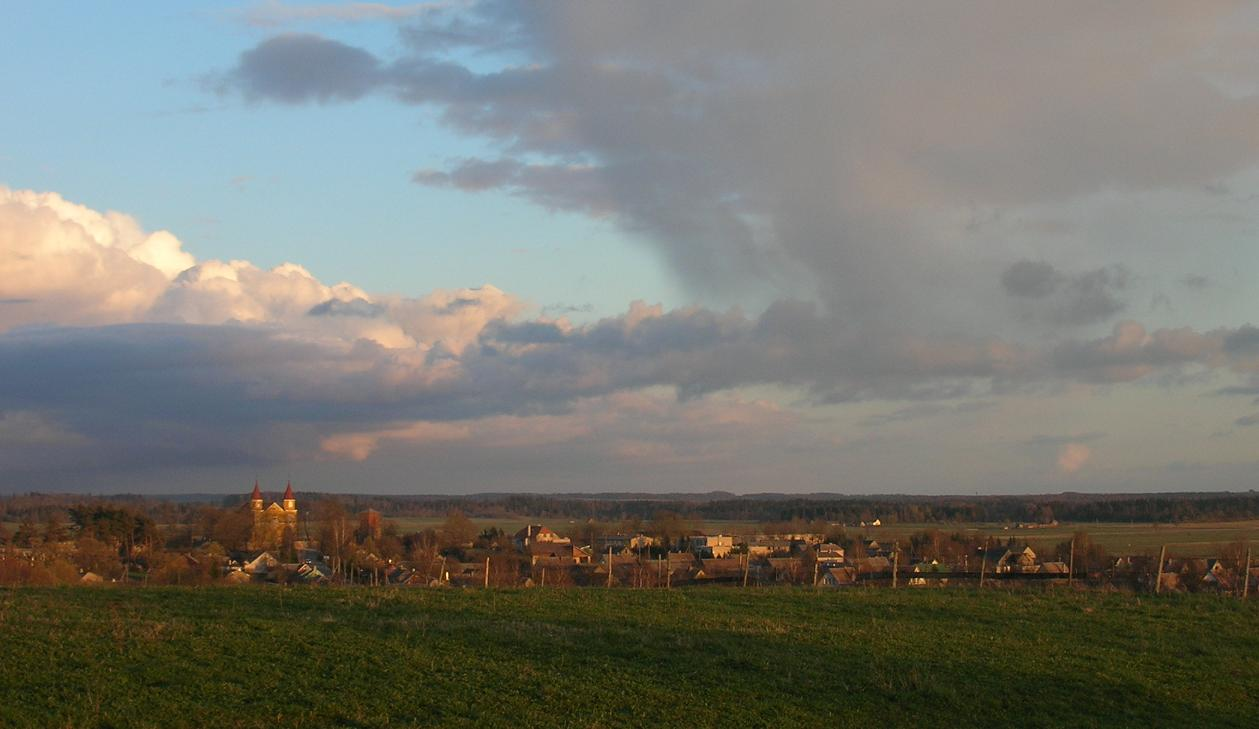
Panorama visto dai dintorni dell'insediamento

Durante gli anni dell'occupazione nazista, un gruppo di ebrei fu assassinato nell'estate e nell'autunno del 1941.
Negli anni della RSS Lituana, Tverai divenne sede di una fattoria collettiva. Nel 2005 fu realizzato un monumento dedicato al duca samogita Vykintas (autore dell'opera è Juozas Grigaliūnas) nella piazza locale. Dal 2008 lo stemma attuale di Tverai è diventato quello ufficiale.